# Dominique Saint-Pierre
Dominique Saint-Pierre (ur. 10 listopada 1940 w La Tronche) – francuski prawnik i polityk, parlamentarzysta krajowy, poseł do Parlamentu Europejskiego IV kadencji.

## Życiorys
Ukończył studia prawnicze, w latach 1966–1972 był asystentem na wydziale prawa w Lyonie. Od 1965 prowadził praktykę adwokacką w ramach tamtejszej palestry.
Działacz Lewicowej Partii Radykalnej. W latach 1986–1988 sprawował mandat posła do Zgromadzenia Narodowego VIII kadencji wybranego w jednym z okręgów departamentu Ain. W latach 1986–2004 zasiadał w radzie regionu Rodan-Alpy. Pełnił również funkcję zastępcy mera Bourg-en-Bresse. Od 1994 do 1999 z ramienia francuskich radykałów był eurodeputowanym IV kadencji. Następnie do 2004 zasiadał w Radzie Stanu.
Autor m.in. słownika biograficznego polityków z departamentu Ain (Dictionnaire des hommes et des femmes politiques de l’Ain).
Oficer Legii Honorowej.